# Sumampa

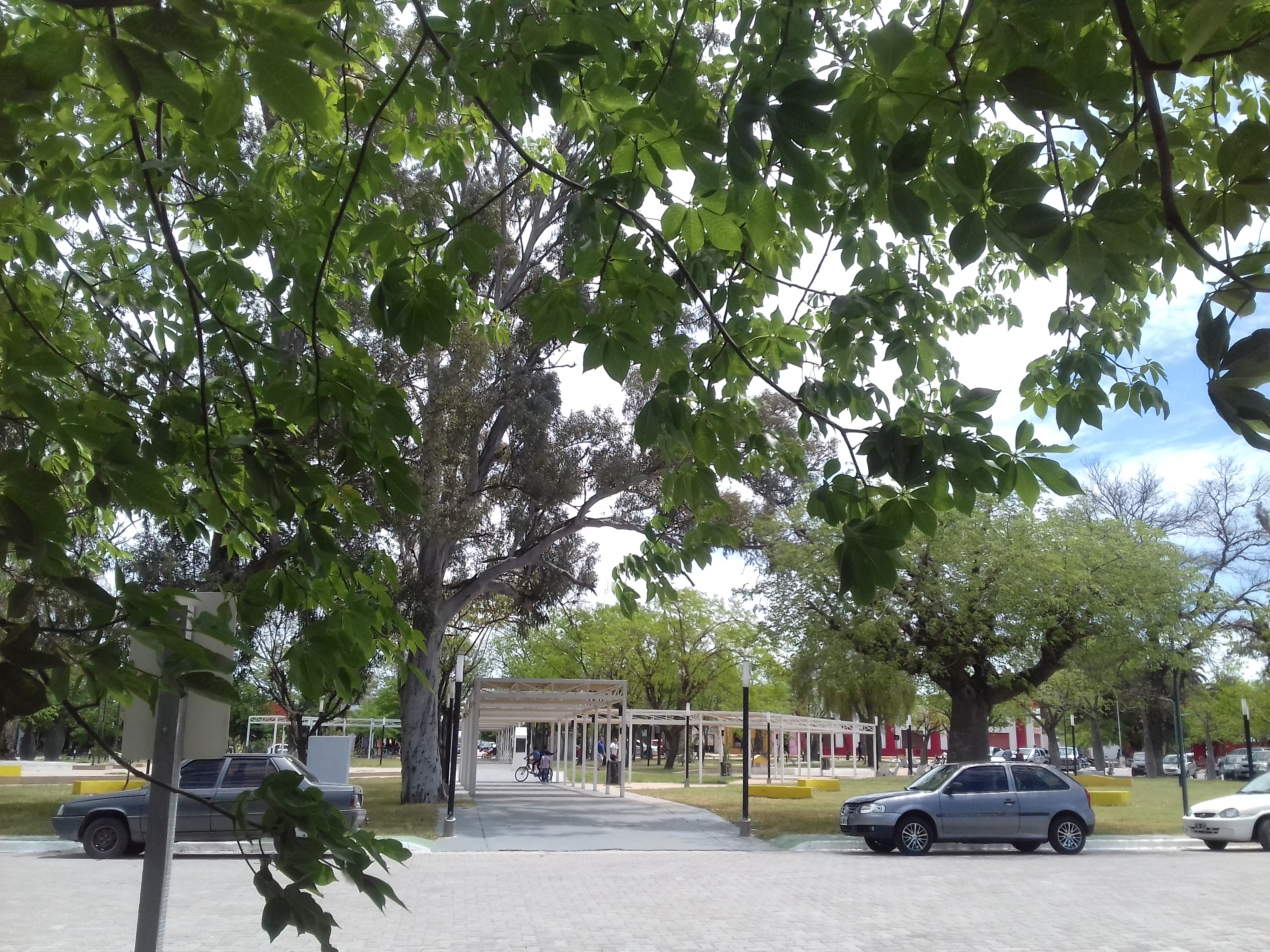
La plaza céntrica de San Martín en la ciudad de Sumampa

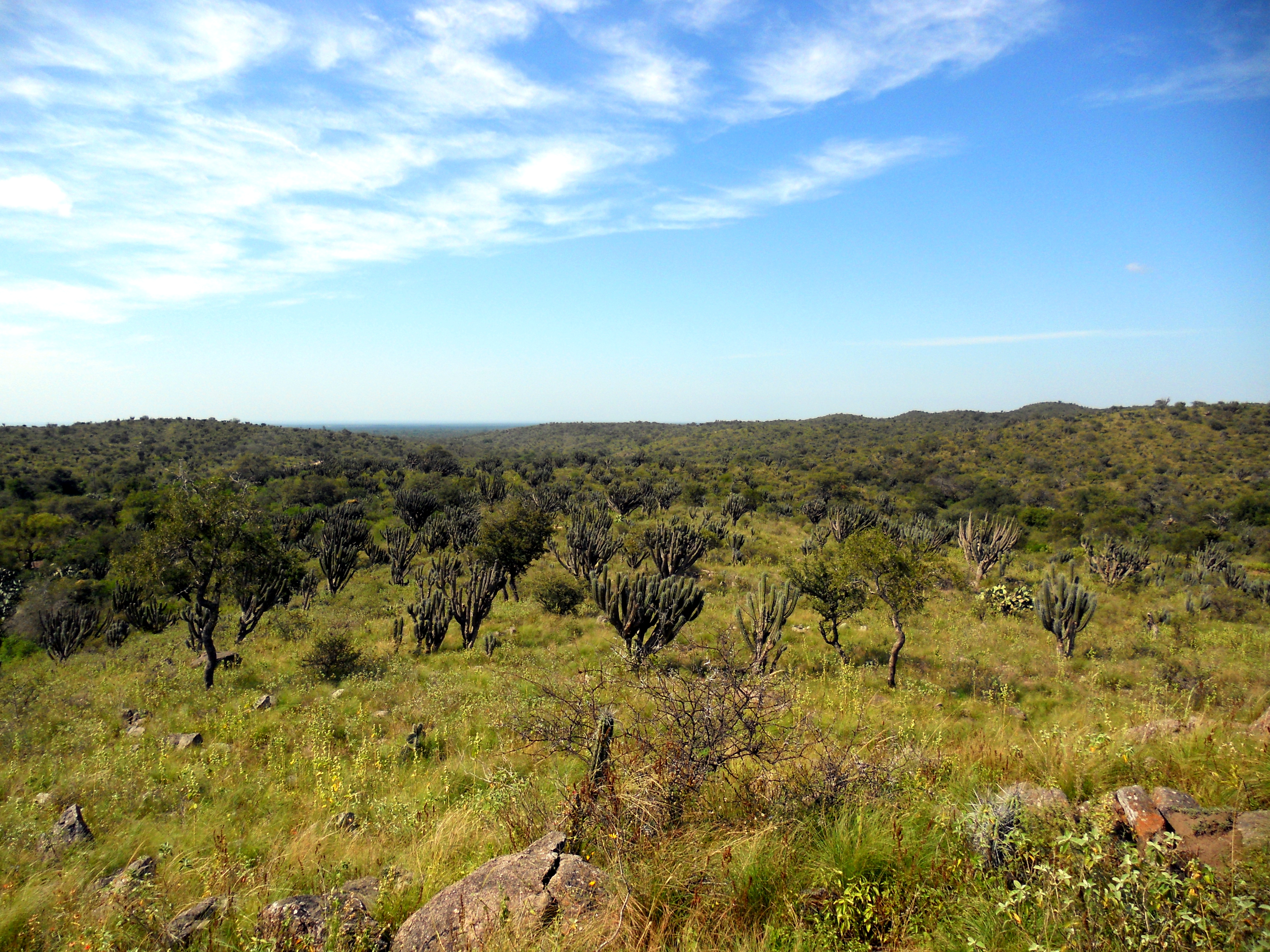
Cordón serrano de Depto. Quebrachos. De fondo una plantación de cardones en toda su dimensión.

Sumampa es una localidad de la provincia de Santiago del Estero, Argentina. Es la cabecera del departamento Quebrachos, al sur de la provincia. La ciudad de Sumampa se encuentra a 236 km de la Ciudad de Santiago del Estero y tan solo a 30 km de los límites con la Provincia de Córdoba, por lo cual recibe una fuerte influencia cultural, social y económica de esta provincia. Cuenta con 5559 habitantes (Indec, 2010), lo que representa un incremento del 15,50 % frente a los 4812 habitantes (Indec, 2001) del censo anterior.
Si bien "Sumampa" como nombre aparece en escritos históricos, la localidad como casco urbano fue de reciente creación a partir del paso del Ferrocarril General Bartolomé Mitre en 1933. A partir de un pedido de los sacerdotes del lugar quienes a través del Obispado de la Provincia habían cedido terrenos para su construcción y teniendo en cuenta que el edificio de la estación a construir estaba a 3 km del santuario de Nuestra Señora de la Consolación de Sumampa.

## Historia
Sin fecha de fundación exacta, se sabe igualmente que los orígenes del pueblo de Sumampa datan de finales del siglo XVI. Desde entonces, el lugar está poblado de manera ininterrumpida en un sitio habitado desde hace largos milenios por sus pueblos aborígenes.
A comienzos del siglo XX, el Gobierno Nacional comienza a proyectar la construcción de una nueva línea férrea entre Córdoba y Santiago del Estero, a raíz de la fuerte riqueza forestal que existía en la región sudoeste de Santiago del Estero. 
En 1927 comenzaron a realizar las tareas de construcción, en 1932 el Gobierno Provincial realiza la expropiación de 200 hectáreas para el tendido de las vías férreas que por aquel momento pertenecían a la Curia Eclesiástica y recién en 1933 comenzó a operar el ferrocarril con el servicio de pasajeros. El único pedido que se hizo a los ingenieros, los párrocos de aquella época era que la Estación se llamase Sumampa, por lo cual estos accedieron al mismo. El 20 de noviembre de 1933 se subastaron lotes de 42 manzanas a familias del lugar en ese momento, por lo que ese hecho es reconocido como la fundación del Pueblo "Estación Sumampa". 
La intensa actividad económica extractiva que generaba la zona tendría un punto final cuando gran parte de su monte desaparece, sumado a los paradigmas del transporte de los gobiernos nacionales que dejaron en desuso gran parte de las vías férreas en la década del 1990. Esto deja a una masa poblacional acéfala que como gran parte de los pobladores Santiagueños optan por irse de su provincia para conseguir trabajo.
Hoy su principal actividad productiva es la ganaderia, agricultura, en su mayoría, de carácter de subsistencia familiar, los servicios públicos y el comercio. La reciente concreción de obras viales y afines desde el 2005 por parte del Gobierno Provincial como la pavimentación de la Ruta Provincial 1 y la Ruta Provincial 13, permite que Sumampa sea un punto de comunicación estratégico entre las rutas panamericanas como lo es la Ruta Nacional 9 y la Ruta Nacional 34  denominadas las "Rutas del Mercosur".

## Geografía
El Departamento Quebrachos tiene una superficie de 5.833 km². y ocupa el 4% del territorio provincial. Sus límites son: Al norte, departamentos Atamisqui y Salavina, al este, Salavina, Mitre y Rivadavia, al oeste, departamento Ojo de Agua, y al sur, con la Provincia de Córdoba (Argentina).
Esta superficie departamental presenta contraste con el resto de la provincia. Principalmente debido a que la atraviesan cordones serranos, cuyo relieve desciende y se inserta en dicha planicie deprimida.
Desde el punto de vista geomorfológico, tal conjunto pertenece al grupo-morfo estructural de las Sierras Pampeanas, pero no conserva cono esta los caracteres morfológicos que en términos generales lo distinguen de otros ambientes montañosos del país.
El suelo de la región está compuesto por materiales gruesos (en cercanía de las sierras) y finos productos de la erosión de las elevaciones vecinas.
Al este, es recorrida en su totalidad por el Río Dulce de variada intensidad ya que depende de las aperturas de las compuertas del dique de Termas del Río Hondo, por lo que su caudal aumenta en épocas de verano. El río Dulce posee una derivación de su caudal, creándose un brazo de variada extensión llamado Río Utis (otro brazo del mismo), por el cual recibe un caudal de agua bastante importante. El Río Dulce en esta parte del Departamento en épocas de verano al recibir importante caudal del naciente, sumado a las precipitaciones estacionarias y el descenso del suelo provoca un tipo de laguna inundable llamado Bañados. Estos forman en conjunto con Mar chiquita un humedal considerado uno de los más importantes de Sudamérica debido a la afluencia de numerosas especies de aves.
El tramo sur del río Dulce está considerado el mejor para la pesca del dorado. La modalidad de pesca más utilizada aquí es el trolling, aunque también

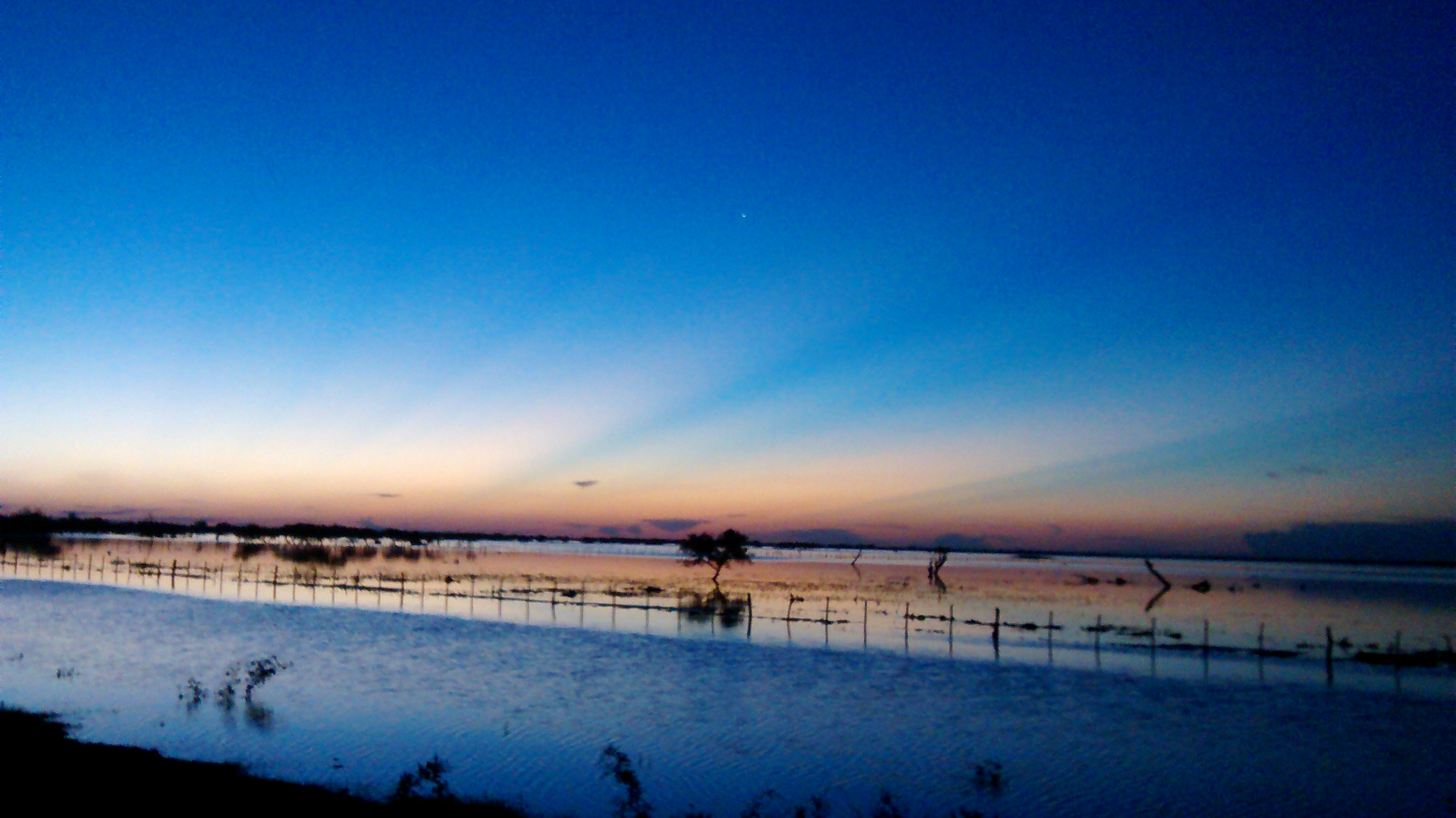
Río dulce, con sus bañados en épocas de verano.

 es factible practicar casting o spinning de orilla con waders, facilitada por la accesibilidad de las costas. Ambos ríos se prestan a la práctica de las distintas modalidades –y estrategias- de pesca ya que cuentan con una importante cantidad de accidentes como arenales, correderas, palizas, toscales y barrancas con profundidades que oscilan entre uno y tres metros (el vadeo del mismo es seguro ya que no existen rayas ni vediles).
La zona, debido a gran cantidad de afluencia de personas de todo el país, está protegida por organismos de la Provincia de Santiago del Estero que regúlan la actividad.

### Clima
Las configuraciones de serranías le otorga a esta zona una exclusividad en su clima, ya que es cálido y seco. Las temperaturas son las más bajas de la provincia con una media anual de 19.º con frecuencia media de heladas en invierno. Las precipitaciones son del promedio de 600mm. en su mayoría en verano configurando a la región en un clima tropical con estación seca.

### Flora
Una característica notable es la vegetación xerófita y halófila, y de menor tamaño (jume, jarillas, pastizales, etc.) al este del departamento se observan especies arbóreas de los tipos "orckos": Quebracho colorado, Quebracho blanco, Algarrobos, y al norte Vinales.
En el departamento se encuentran especies de más la nombradas: Mistol, huiñaj o Palo cruz, sombra de toro, Piquillín, Atamisqui, Higuerilla, Higueron, Meloncillo, Palán palán, Poleo, Huacla, duraznillo, ancoche, Jarilla (Arbusto), Paico, Palo amarillo.
Varios tipos de leguminosas: Tusca, teatín, garabato, Churqui, Acacio Blanco, Brea, Chañar, Mastuerzo, Algarrobo blanco, Quentitaco, Alpataco, Barba de tigre. Entre las cactáceas se destacan el Ucle, Quimil, Cardón, Cuerno del diablo, Flor del aire, Pastos salinos.

### Fauna
Esta es muy variada, propia de las zonas serranas, bordes de llanuras y áreas de salinas. Se encuentran Chancho del monte, corzuela, Zorros, Zorrino, Comadrejas, Liebres, Vizcachas, Conejos, Quiquinchos, Mulita, Pumas, y Gato del monte, y Lagarto colorado.
Serpientes venenosas: Cascabel, Víboras de la Cruz, Yarará, Víbora de coral, Víbora falsa coral, Tortugas, etc.
Entre las aves: águilas, Perdiz del monte, Chuña del monte, Suri, Garza blanca, Cigüeña, Pato criollo, Ochogo, Lechuza campestre, entre otras especies.
También peces Sábalo, Boga, Dorado (Salminus maxillosus), entre otras.

## Población
Cuenta con 5,559 habitantes (Indec, 2010) lo que representa un incremento del 15,5% frente a los 4,812 habitantes (Indec, 2001) del censo del 2001. Esta población la sitúa como el 15° aglomerado urbano de su provincia.
| Gráfica de evolución demográfica de Sumampa entre 1960 y 2010 |
|                                                               |
| Fuentes: INDEC                                                |

## Cultura
Sumampa posee un rico acervo cultural, es nombrada en numerosas canciones de compositores santiagueños y del NOA, mantiene un calendario cultural todo el año como lo son las Fiestas Patronales en honor a la Nuestra Señora de la Consolación de Sumampa en las fechas 21, 22 y 23 de noviembre que atrae a numerosos peregrinos de todo el país. 

### Concurso Nacional de Asado con Cuero y Locro y Criollo

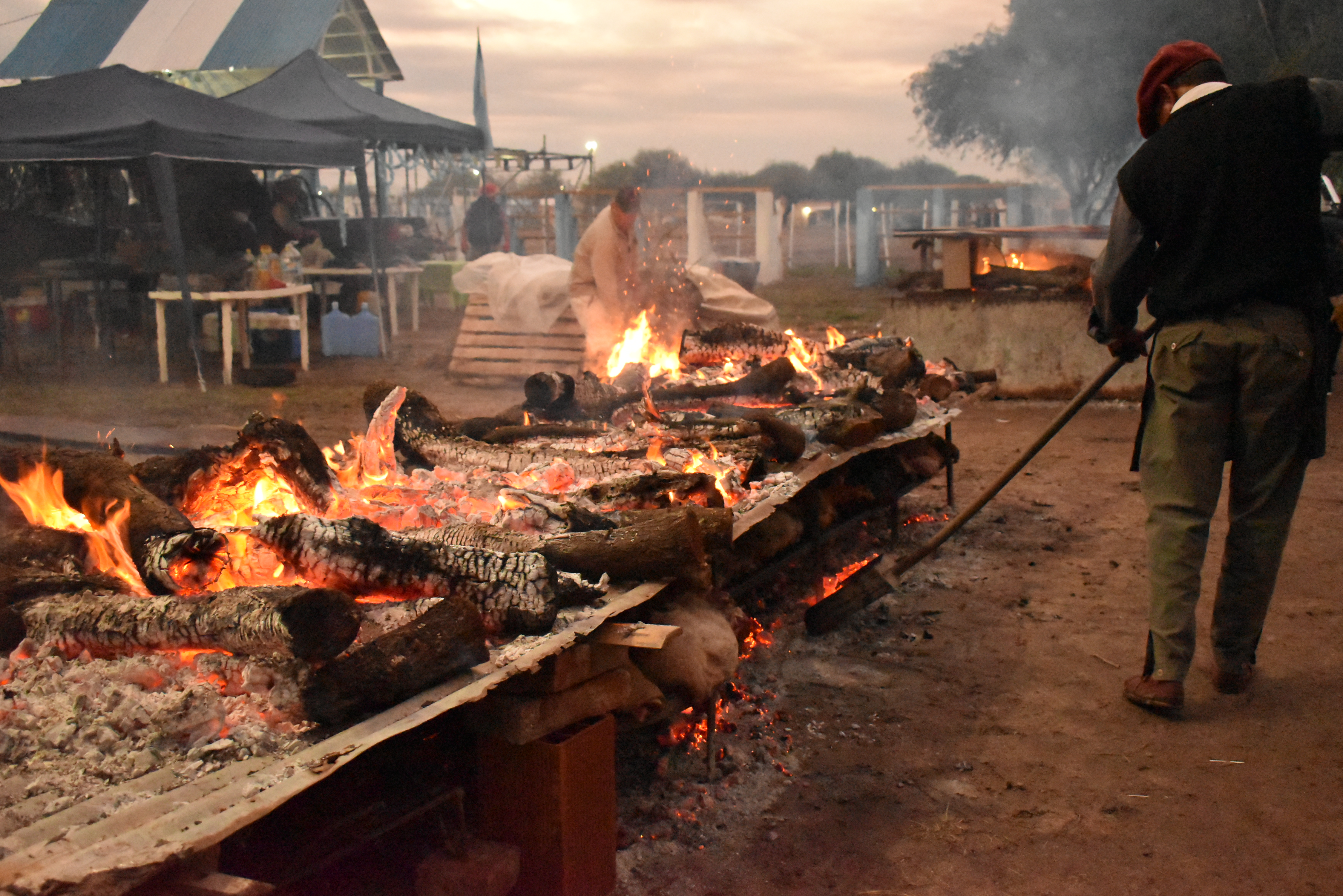
Asador de asado con cuero, 25 de mayo.

Desde 2015 con la iniciativa de promover la cultura, fortalecer el turismo y rescatar las tradiciones regionales, se decidió anexar a la celebración de la fecha patria del 25 de mayo, el Concurso de Asado con cuero y Locro Criollo donde mediante un certamen y la decisión de un jurado se elige al mejor asado con cuero y locro criollo de la región. En la última edición (V) participaron 66 concursantes en la categoría Locro (6000 litros) y  en la categoría asado con cuero 32 reses de vaca. Los concursantes fueron de la localidad, regiones vecinas, Córdoba, Entre Ríos y Santa Fe. Tuvo una convocatoria de más de 20000 personas de esta localidad, ciudades y parajes vecinos,  de Santiago Capital, y de otras provincias como Córdoba, Santa Fe, Buenos Aires y Chaco. En las 2 últimas ediciones se incorporaron las destrezas criollas, carreras de burro, juego de riendas, etc. También en la última fecha se realizó el Primer "Concurso de Cazuelas Alfareras Utilitarias" donde se sirvió el locro para mejora la presentación del mismo. Pertenecientes a la Escuela de Alfarería Municipal con el propósito de incentivar a éstos artesanos a continuar con su aprendizaje.
Durante sus dos últimas ediciones fue declarado de Interés Nacional por la Secretaría de Cultura de la Nación y la Cámara de Diputados de la Provincia de Santiago del Estero.

### Festival de la Canción Popular

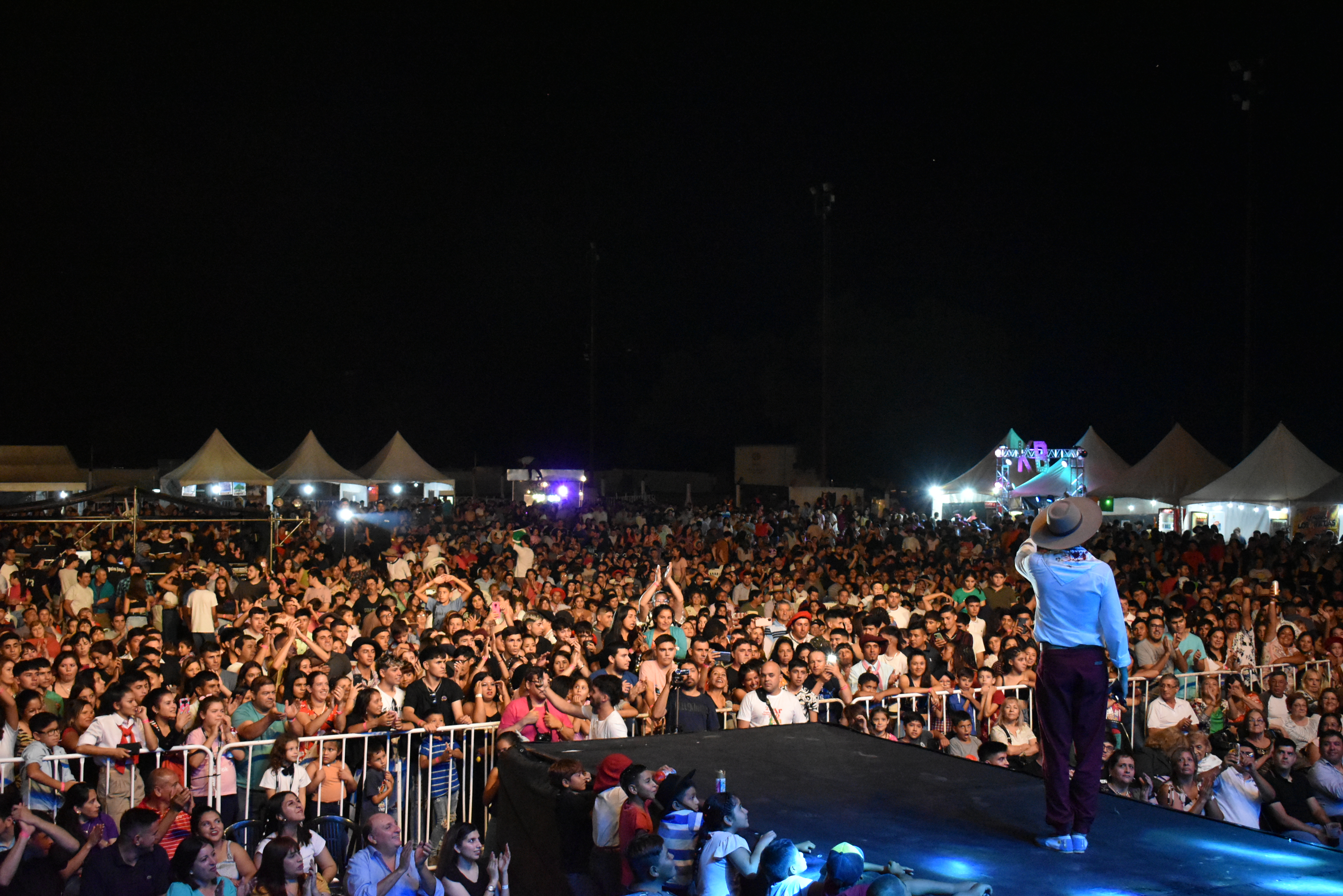
Escenario del Festival de la Canción Popular de Sumampa Edición 2023.

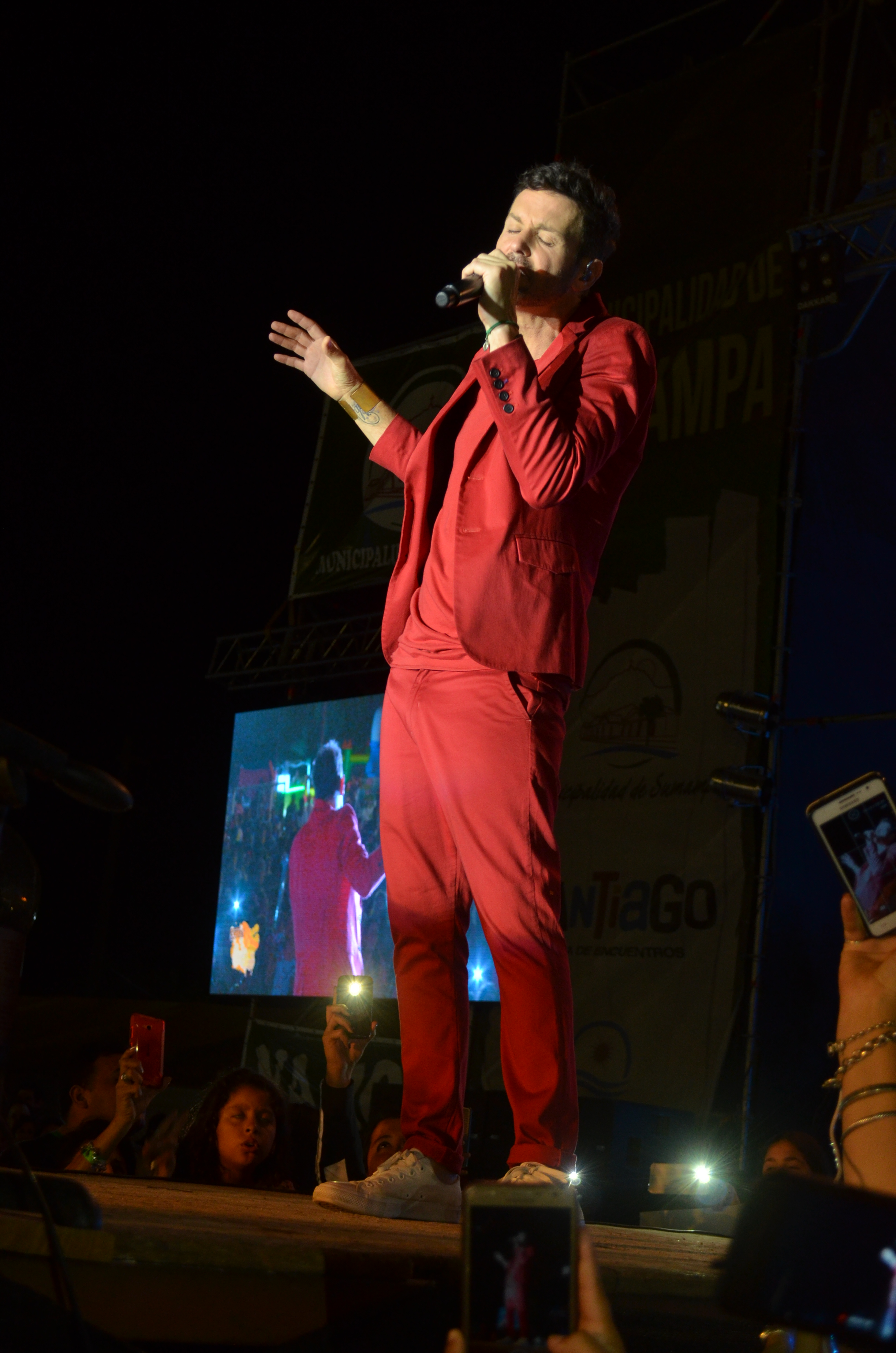
Axel cantando en el Festival de la Canción Popular Sumampa 2018.

La otra fecha importante es el Festival de la Canción Popular que se realiza en el mes de febrero de cada año, considerado uno de los más antiguos de la provincia ya que lleva más 45 ediciones a la fecha. Su escenario es llamado Carlos Carabajal en honor al gran compositor y quien ha participado en la misma durante su gran trayectoria. 
A partir del 2015 se incorporó la jineteada a las noches por ser este espectáculo muy importante en la región del sur santiagueño y norte cordobés, teniendo en cuenta la participación de tropillas y jinetes de la zona en el Festival de Jesús María, provincia de Córdoba. Por el mismo han pasado exitosos artistas a lo largo de su historia como Los Manseros Santiagueños, Los Fronterizos, Los Tucu-Tucu, Los 4 de Córdoba, Los de Alberdi, Argentino Luna, Peteco Carabajal, Abel Pintos, Pimpinela, Luciano Pereyra, Marcela Morelo, Los Tekis, Paz Martínez, Axel,  Destino San Javier, Los del Fuego, Los Rancheros, OrellanaLucca, Néstor Garnica  entre otros artistas de renombre.
Otro hecho de gran relevancia fue en 2018, la de incorporar a la cartelera el Rock Nacional siendo Los tipitos la primera banda de Rock Argentino en tocar en las ediciones del Festival. En la edición 2019 Los Rancheros fueron la banda aclamada por el público.
La edición 2020 la música tropical tuvo su representación por ser uno de los géneros más populares del país y de la región con la exitosa banda internacional Ráfaga y el reconocido artista de estos últimos tiempos El Polaco.

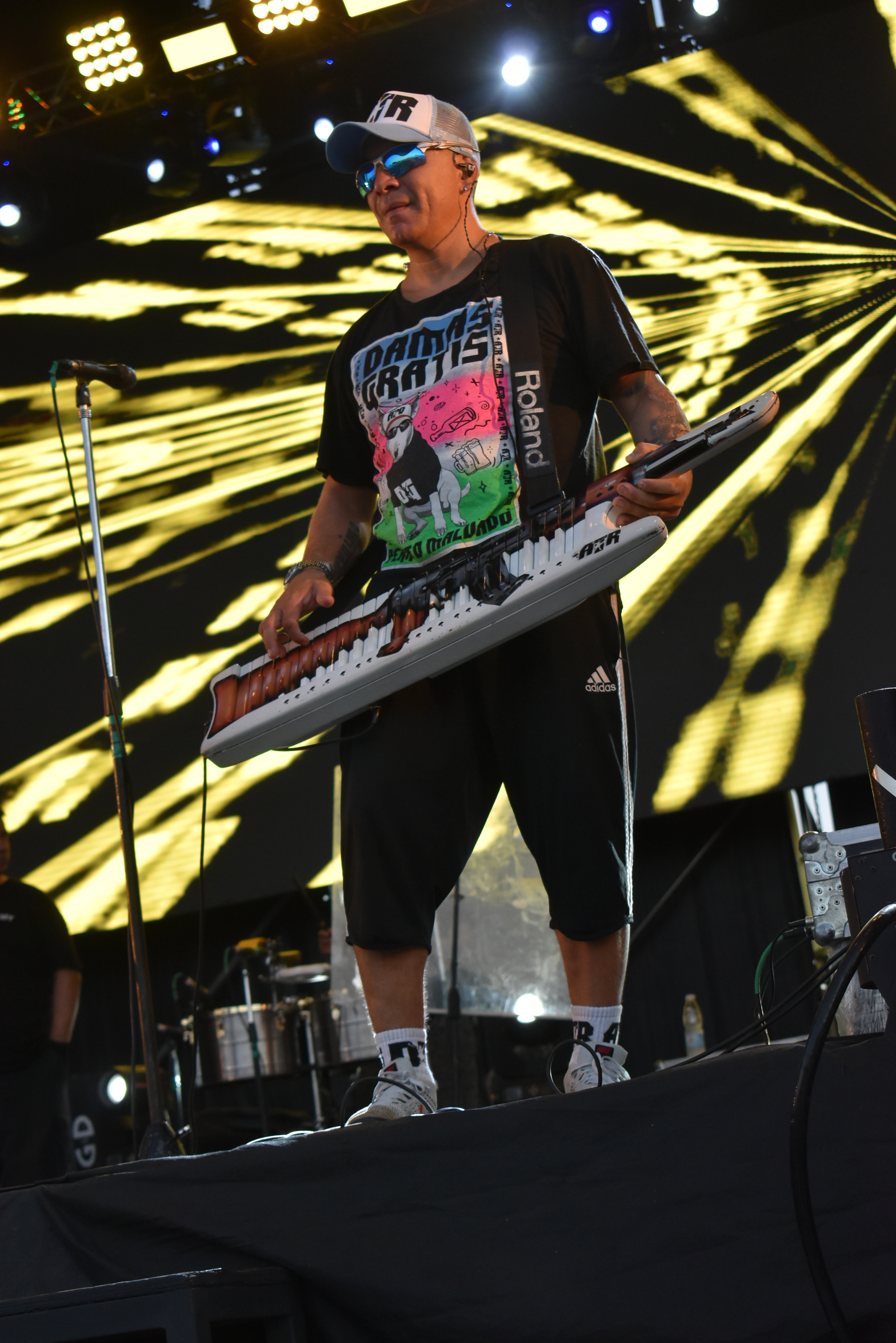
Pablo Lescano y Damas Gratis en el Festival de la Canción Popular 2023

Luego de dos años sin realizarse por la pandemia del COVID-19, en el año 2023, la edición contó con la presencia de Damas Gratis, Damian Córdoba, Sele Vera y Los Pampas de Bariloche, Paquito Ocaño entre otros artistas destacados.

## Orígenes

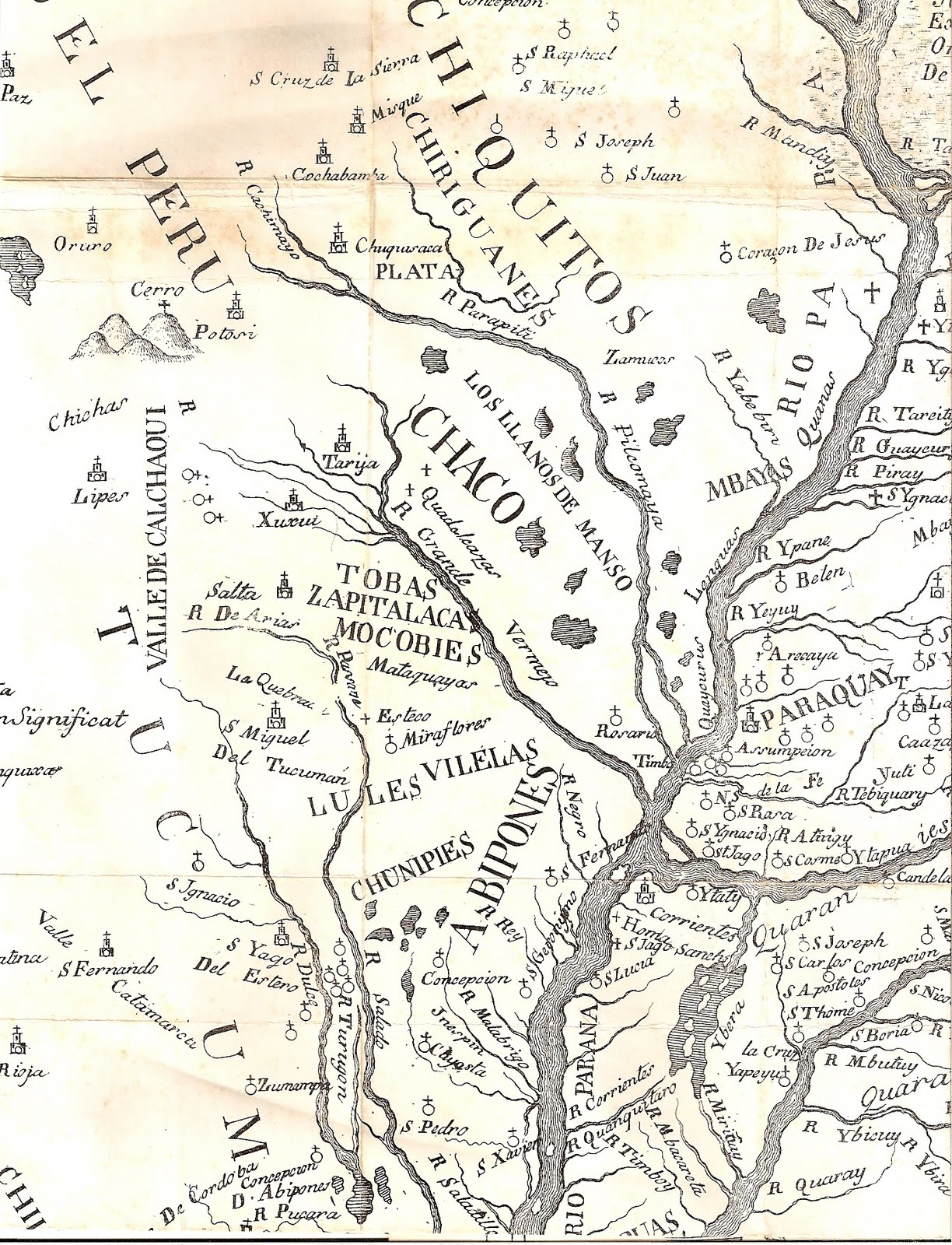
Mapa del Gran Chaco del cartografiado por el Padre Jesuita Martín Dobrizhoffer, en el aparece la localidad de "Zumampa" en la región de la actual localidad de Sumampa.

Sumampa es el lugar en donde se encuentran sierras y llano y chaco, los ricos caudales hídricos y el desierto salino. Esta zona fue el hábitat natural de los sanavirones, nómades corsario y sedentarios guerreros que ocupaban el sur de la provincia. 
Oratorio, localidad del departamento, fue importante en el pasado ya que por aquí pasaban las caravanas que se dirigían de Potosí a Córdoba, es decir el Camino Real del bajo.
Quillorata, otra localidad, fue una antigua población indígena.
Sumampa, cabecera departamental, fue sendero indígena, camino de conquistadores, etc. constituye una excepción en Santiago no solo por su historia colonial y religiosa sino por su paisaje, su clima, su ubicación geográfica
Los orígenes de Sumampa se remontan a la época inicial de la conquista o este es al menos el primer registro que se tiene del mismo. Numerosos historiadores concuerdan que Sumampa ya era un asentamiento indígena hace muchos años atrás. Su nombre figura en las crónicas más antiguas y en los más rudimentarios ensayos de cartografía de nuestro país.
Monseñor Pablo Cabrera, en su "Córdoba de la Nueva Andalucia", menciona a Sumampa, siendo Cabrera entre los primeros propietarios de la ciudad fundada en 1573 por don Jerónimo Luis de Cabrera, [...] a "Pedro de Villalba" de la Heredad y Viña de Sumampa"[...].[cita requerida] En otro parte, el mismo autor hace referencia a Sumampa en la época del obispo Victoria, primero del Tucumán (1581-1592) que según se afirma debió ser propietario de la zona.
Sumampa nació como un lugar diferente a todos. Nunca fue doctrina o reducción, denominaciones propias de los núcleos formados con miras a la conversión de los indios, sino que permaneció desde sus comienzos al margen del objetivo misional, pues aparece claramente como un asentamiento primario de colonias españolas, las expresiones "Heredad y Viña" reflejan esa índole.
Esa colonia española reunida en varias estancias vecinas debió determinar la creación de la parroquia de Sumampa (cosa muy diferente de reducción o Doctrina), creación que vino a reafirmar su jerarquía y cuya data es imposible precisar debido a la ausencia de documentos. Se la ubica en tiempos del Obispo Cortazar, tercero del Tucumán.

### Significado del vocablo Sumampa
- Proviene de la raíz sumaj, en quechua, lindo, hermoso y mampa que significa, aguas o vertientes. Esto se deduce debido a que en varios lugares de la región existen la misma terminación Chacomampa, Cantamampa, Jasimampa, Huyamampa y Chayamampa.

## Los primeros habitantes originarios

### Sumampa, Territorio Sanaviron

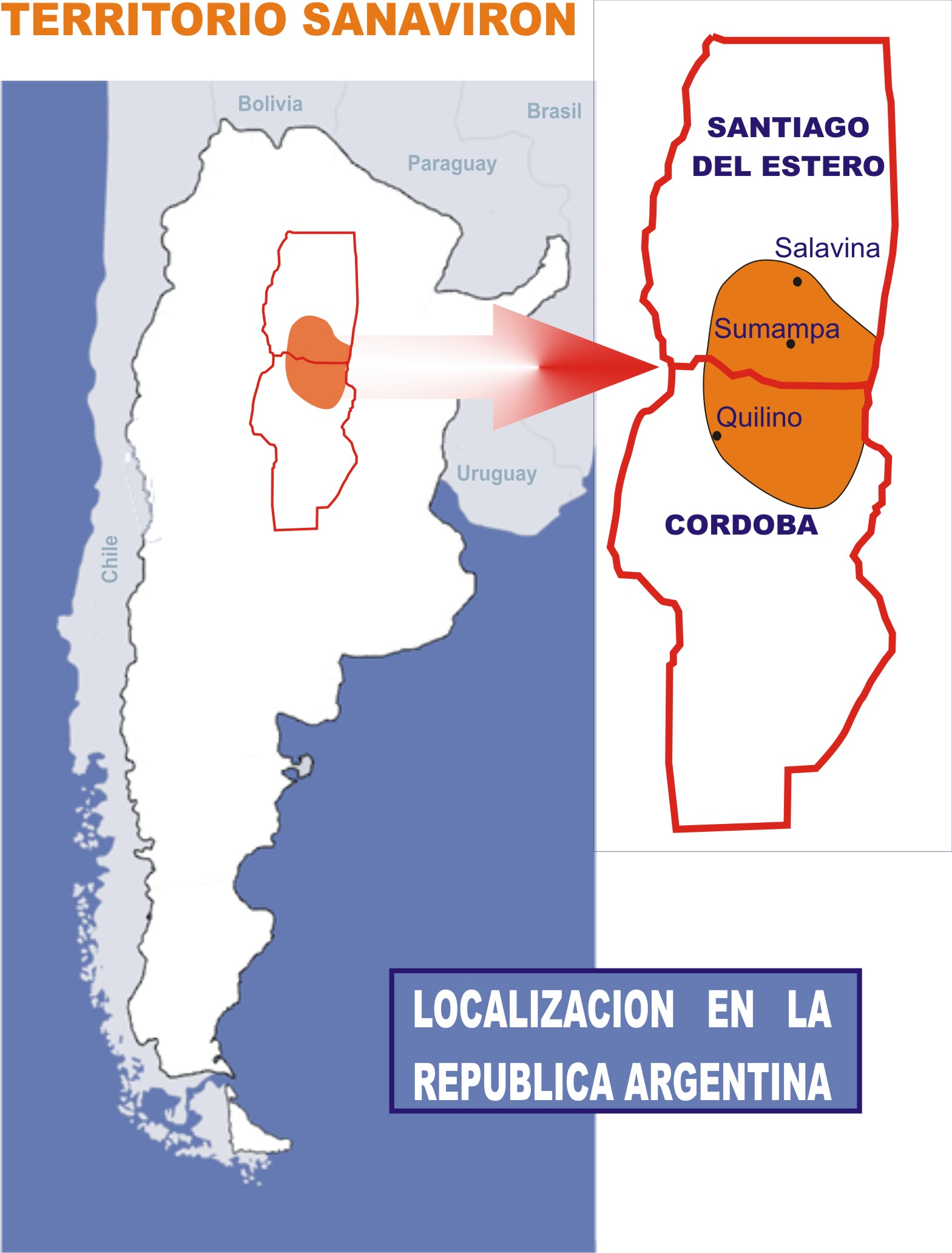
Ubicación geográfica del territorio Sanavirón.
Gráfico: Arq. Andrea V. Neme Villarroel (Ref.:"Sanavirones, en el confín de las tierras bajas")

Según fuentes documentales de la primera hora, cuando llegaron los españoles a mediados del siglo XVI, los sanavirones ocupaban una extensa región, ubicada en el bajo Río Dulce y los alrededores de la laguna de Mar Chiquita.; en este confín de las Tierras Bajas interactuaban sus pequeños señoríos. 
El territorio nacía a la altura de Salavina en el Norte, y se extendía hasta el Río Suquia en la Provincia de Córdoba, en el Sur. Al Este el límite llegaba al Río Salado y la Dorsal Santafesina. Hacia el Oeste las Sierras de Sumampa sirvieron a esta nación de contención y frontera con los Comechingones, naturales de las Sierras de Córdoba.
Salavina y Sumampa fueron dos comarcas importantes entre los Sanavirones, a las cuales nos referiremos brevemente. Existieron otros pueblos Sanavirones de menor jerarquía, Angagasta, Chapingasta, Chayamampa, Cantamampa, Rumi Yacu, Para Yacu, Llama Pampa, Jacimampa, Chacomampa, Quillotara, Allituara, Puma Huasi, Inti Huasi, Tacanas, Manchín, Quilino, Untujrinta, Chupilta, entre otros, cuyos topónimos rescatamos de escritos de la época. 
Sumampa
Sumampa ubicado en un valle de las sierras homónimas, en el Sur de la provincia de Santiago del Estero, se sitúa en un lugar estratégico y privilegiado, entre las últimas elevaciones de la Sierras Centrales y el pie de monte, al oeste de la llanura boscosa que acompaña los bañados del Río Dulce. 
Sumampa estaba ocupado por un señorío étnico de la cultura Sanavirona, los naturales de estas sierras, eran poseedores de un elemento vital permanente, como son las decenas de vertientes de agua cristalina y arroyuelos que recorren los valles.

### Hombres de la llanura y las sierras

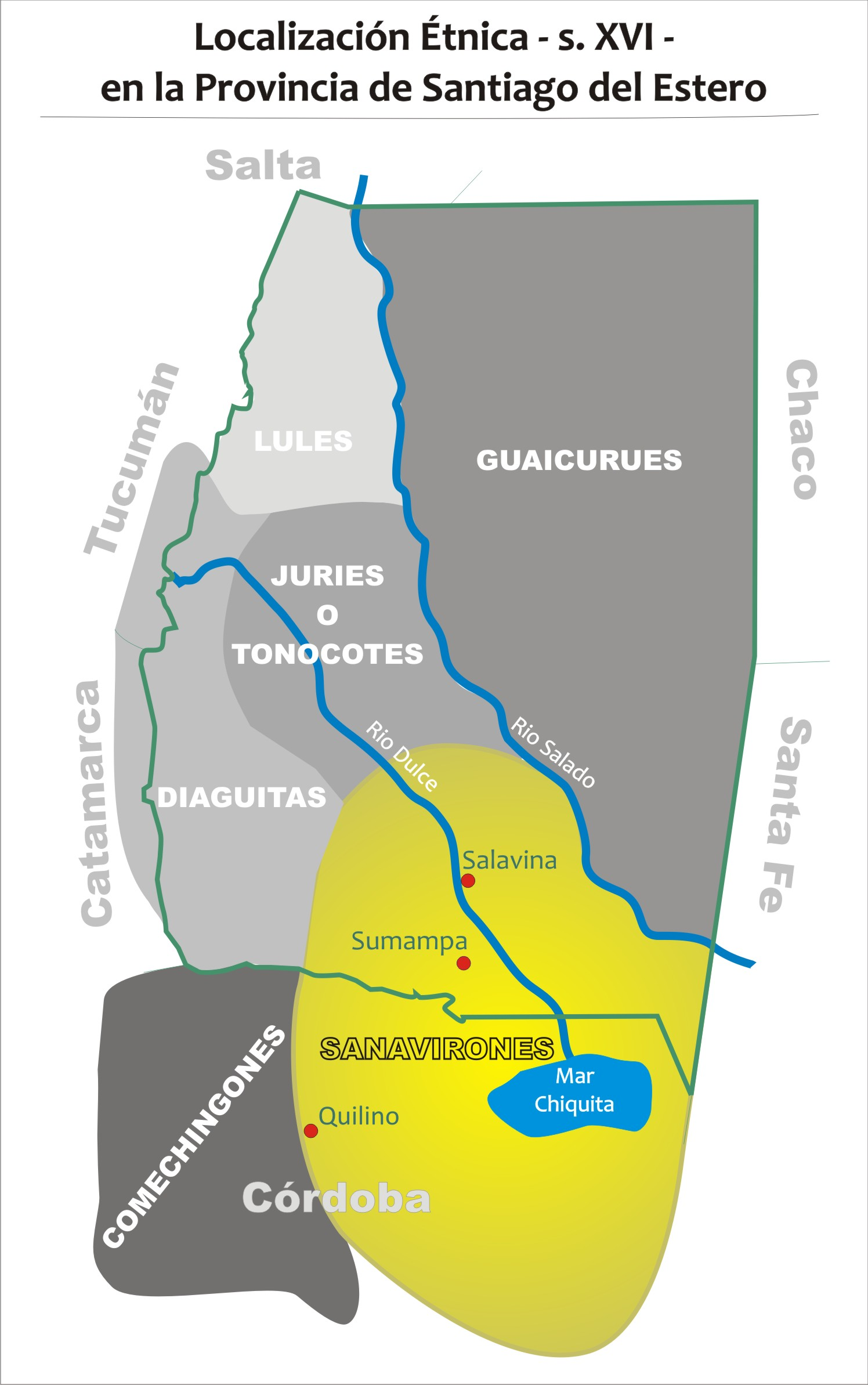
Localización étnica de los Sanavirones.
Gráfico: Arq. Andrea V. Neme Villarroel (Ref.: "Sanavirones, en el confín de las tierras bajas")

El Sacerdote Jesuita Alonso de Barzana realizó un gran aporte a la historia, al legarnos sus escritos sobre nuestro pasado, datos que hubieran sido borrados por la “noche de los tiempos”, de no ser, por su minuciosa labor de describir la forma de vida de estos pueblos originarios que recorrieron y habitaron el exuberante paisaje de las Tierras Bajas del Tucumán Antiguo. 
Fueron muy importante los registros y las descripciones del paisaje, los caminos y los pueblos, realizado por los cronistas españoles, los cuales muchos fueron vivenciando y redactando sus travesías.
“El modo de vivir de todas estas naciones es de ser labradores, sus ordinarias comidas son maíz, y lo (así) lo siembran con abundancia; también se sustentan de grandísima suma de algarroba, la cual cogen de los campos todos (los) años al tiempo que madura y hacen los grandes depósitos; y cuando no llueve para coger maíz o el río no sale de madre para poder regar la tierra, pasan sus necesidades con algarroba; lo cual no solo le es comida, mas también hacen della bebida, tan fuerte, que nunca hay más muertes ni guerras entre ellos que cuando dura el tiempo de la algarroba.”
“En estos mismos tiempos della ha procurado nuestra compañía irse con ellos cuando la van a coger, ha catequizado y bautizado en aquel mesmo tiempo muchos infieles en el mesmo monte de algarrobo, y confesado y predicado y hecho nuestros ministerios.”
“También tiene esta provincia, fuera de maíz algarroba y otras muchas comidas, y muchos ríos muy grandes con mucho pescado. Tienen mucha caza de Venado, puercos del monte; hay vicuñas y guanacos como en el Perú. Es tierra toda por mayor parte llana, aunque también tiene sierras; en Calchaquí, Catamarca y Córdoba las hay muy grandes; pero los llanos y los montes todos llenos de árboles muchos dellos fructíferos” (Barzana)
Por lo que nos ilustra Barzana a través de esta carta, los Sanavirones eran gente sedentaria que se dedicaron a cultivar la tierra, aprovechando los zonas bañadas a orillas del Río Dulce y los valles regados por vertientes en las sierras de Sumampa. Cultivaban el maíz, los porotos y zapallos.
Sumampa es tal vez uno de los lugares de la provincia de Santiago del Estero con más vestigios de esta cultura originaria. Lo demuestra a través de sus yacimientos arqueológicos, sus morros y cerros con figuras talladas como objeto de adoración a los dioses, Sumampa es la puerta al pasado para conocer la cultura sanavirona.

## Camino Real en el departamento Quebrachos
Sumampa es mencionado desde las primeras crónicas españolas como uno de los asentamientos de referencia por el Camino Real, este derrotero histórico unía el Río de la Plata con el Alto Perú, a pesar de haber desviado su rumbo por tramos, jamás abandono la antigua senda principal trazada por los originarios en tiempos prehispánicos. Hoy quedan sus marcadas huellas, cascos de estancias, postas o lugares que eran parada obligatoria en cada lugar del Departamento Quebrachos.
“luego de que sale de la posta nombrada El Cachi, da principio la jurisdicción de Santiago del Estero, territorio expuesto a inundaciones y el menos poblado de todo el Tucumán. Los correos siempre pasan por la travesía de 30 leguas que hay de Ambargasta a Ayuncha y pagan ocho reales mas por la del postillón, que hay de volver con los caballos”. Lazarillo de los ciegos caminantes.
“En tiempos de avenidas hay muchos bañados que impiden la aceleración del viaje, y por el camino de las carretas suelen formarse sequiotes y algunos atolladeros que cortan la marcha, siendo preciso aderazarlos con algunos troncos y espesas ramas. Por este camino se rodean de 7 a 8 leguas pero no faltan ranchos que provean de corderos, gallinas, pollos, huevos, calabazas y sandías y otras menudencias al viajero.
La claridad de estos testimonios y la exploración cartográfica nos ha permitido constatar, que en aquellos tiempos gran parte de lo que es hoy el Departamento Quebrachos.
Santiago pertenecía al virreinato del Alto Perú, el Camino Real se dividía en dos a la altura de la localidad cordobesa de Sinsacate y luego de recorrer el norte de Córdoba y sur de Santiago del Estero se unían nuevamente en Loreto. Estos caminos corrían paralelos, uno al oeste llamado camino del alto o Camino de los correos y el otro al este llamado Camino de las Carretas, el Camino de la Frontera de Abipones.
El autor del testimonio explica que en tiempos de “avenidas”, es decir en la estación estival no era conveniente transitar el camino de las carretas que pasaba por Sumampa, ya que el terreno era blando y dificultaba el tránsito de las carretas, formándose numerosos barriales y atolladeros.
- El Camino de los Correos

Desde Sinsacate a Barranca Yaco, pasando por San Pedro y Chañar se llegaba al límite con Santiago del Estero. Desde El Cachi al Portezuelo/ de Portezuelo a Ambargasta/ de Ambargasta a Ayuncha/ de Ayuncha a Chañar Pugio/ de Chañar Pugio a Santiago del Estero y de allí a Vinará.
- El camino de las Carretas

De Sinsacate a la Dormida/ de la Dormida a Río Seco/ de Río Seco a altos de Fierros/ de altos de Fierros se llegaba al límite de Santiago del Estero. Desde Báez a Manchín/ de Manchín a Tacanitas a la Lagunilla (Sumampa)/ de Lagunilla a Rumi Yacu/ de Rumi Yacu a Pozo del Monte/ de Pozo del Monte a Oratorio/ de Oratorio a Anga (cruzando el Saladillo)/ a Salavina hacia Santiago del Estero.

## Nuestra Señora de la Consolación de Sumampa
La Virgen de la Consolación de Sumampa, es un arte esencial dentro de la historia de este pueblo. Con la fundación de Santiago del Estero en 1553, no solo comienza el proceso de colonización del país, sino que la provincia de Santiago del Estero se convertirá en el centro de la evangelización, pasando de esta manera a ser Santiago la cuna de la Iglesia Católica Argentina.
El proceso de evangelización comienza con la entrada misma de los conquistadores, por la acción de las órdenes religiosas. La primera en llegar fue la de los Mercedarios, posteriormente llegarían la de los franciscanos, orden en la que se destacan la figura de San Francisco Solano, el que en su peregrinar por las tierras del norte, puso sus pies en Sumampa, según lo afirma el Dr. Orestes Di Lullo al estudiar el itinerario del Licenciado Matienzo fechado en 1566.
Al orden de los Dominicos les siguen la de los Jesuitas, y serán estos los últimos los que más lucharon para la formación de la cultura argentina.
En el año 1580 llegará el primer obispo del Tucumán Fray Francisco de Victoria. Este obispo pasó por Sumampa en 1586 en compañía de los jesuitas Angulo y Bárcena.
En 1592 se crea la parroquia de Sumampa y en 1621 el Curato de Sumampa que abarcaría territorios de Santiago del Estero, Provincia de Córdoba y parte de Santa Fe.
La tradición oral y documental registra la presencia del portugués Antonio Farias de Sáa casado con una descendiente de Pedro Villalba, quien había sido favorecido con una encomienda en Sumampa.
Farias de Sáa encargó a un amigo suyo que vivía en Pernambuco, le enviara una imagen de la Virgen; el amigo le envió dos, las que fueron protagonistas de milagros conocidos en el país.
Una de las imágenes quedó en Buenos Aires a orillas del río Luján y su devoción cobró tal trascendencia que fue declarada Patrona de la República Argentina.
La otra imagen llegó a lomo de mula a Sumampa por el año 1630, donde tuvo lugar el hecho milagroso que atribuyó a la voluntad divina de los deseos de quedarse en estos lugares, y de esa manera comenzaría a construirse el santuario.
La imagen que representa a la Virgen en su maternidad Divina es la más antigua de las diecisiete vírgenes Marianas existentes en la provincia.
Recibió el título de Inmaculada Concepción y el primer cura párroco fue San Miguel y Arévalo (1632).
En el lugar donde se produjo el milagro, se construyó una ermita que se inauguró con ejercicios devotos que se practicaron durante tres días del mes de noviembre: 21, 22 y 23, quedando esa fecha como la fijada para la celebración de las fiestas patronales, celebración que continúa hasta nuestros días.

### El Santuario de Nuestra Señora de la Consolación de Sumampa
El santuario fue construido por los jesuitas y los originarios Sanavirones en 1648 y reconstruido en 1782, por lo que puede ser considerado como el santuario más antiguo del país.
La reconstrucción estuvo a cargo de Miguel Gerónimo Soberan, y será nuevamente reconstruido en 1808 por orden del Obispo Nicolás Videla del Pino.
Con respecto a la construcción del templo se citan documentos oficiales que hacen referencia la misma. Por ejemplo, el gobernador del Tucumán Alonso de Mercado y Villacorta se refiere a la construcción de una capilla para la Virgen en 1652; en otro documento del año 1670 el gobernador Ángel de Peredo manifiesta que dieron limosnas para el adorno y reedificación de la iglesia de Sumampa.
Durante el siglo XVIII el santuario estuvo vinculado a la reducción de Nuestra Señora de Concepción de Abipones, instalada en 1752 y dirigidas por Jesuitas. Por la misma época los Abipones intentaron robar la imagen, ya que ellos asociaban el triunfo en los combates por parte de los españoles en el hecho de que la Virgen los ayudara.
Pudieron robar la imagen de la Virgen del Rosario del Río Seco, la que se conocería como la Virgen Cautiva, y probaron suerte con la de Sumampa, pero según las tradiciones recogidas por Bravo y Taboada, un milagro divino evitó que los salvajes lograran sus propósitos. Por aquel tiempo abarcaba los Curatos de Caminiaga, Santa Ana, San Antonio, Quebrachos, Ojo de Agua, Río Seco y Tulumba.
La Virgen santiagueña destaca su ternura y humildad en medio de un escenario geográfico y sencillo, cualidades que la contrastan con su Virgen hermana de Luján. 
El Santuario de Sumampa fue declarado Monumento Histórico Provincial por Decreto Acuerdo “A” N.º 11 del 18 de julio de 1972, y declarado Monumento Histórico Nacional por Decreto Ley N.º 1180 del 12 de noviembre de 1973 como un testimonio de alta valoración histórica, arquitectónica, religiosa y cultural.

### La imagen de la Virgen María

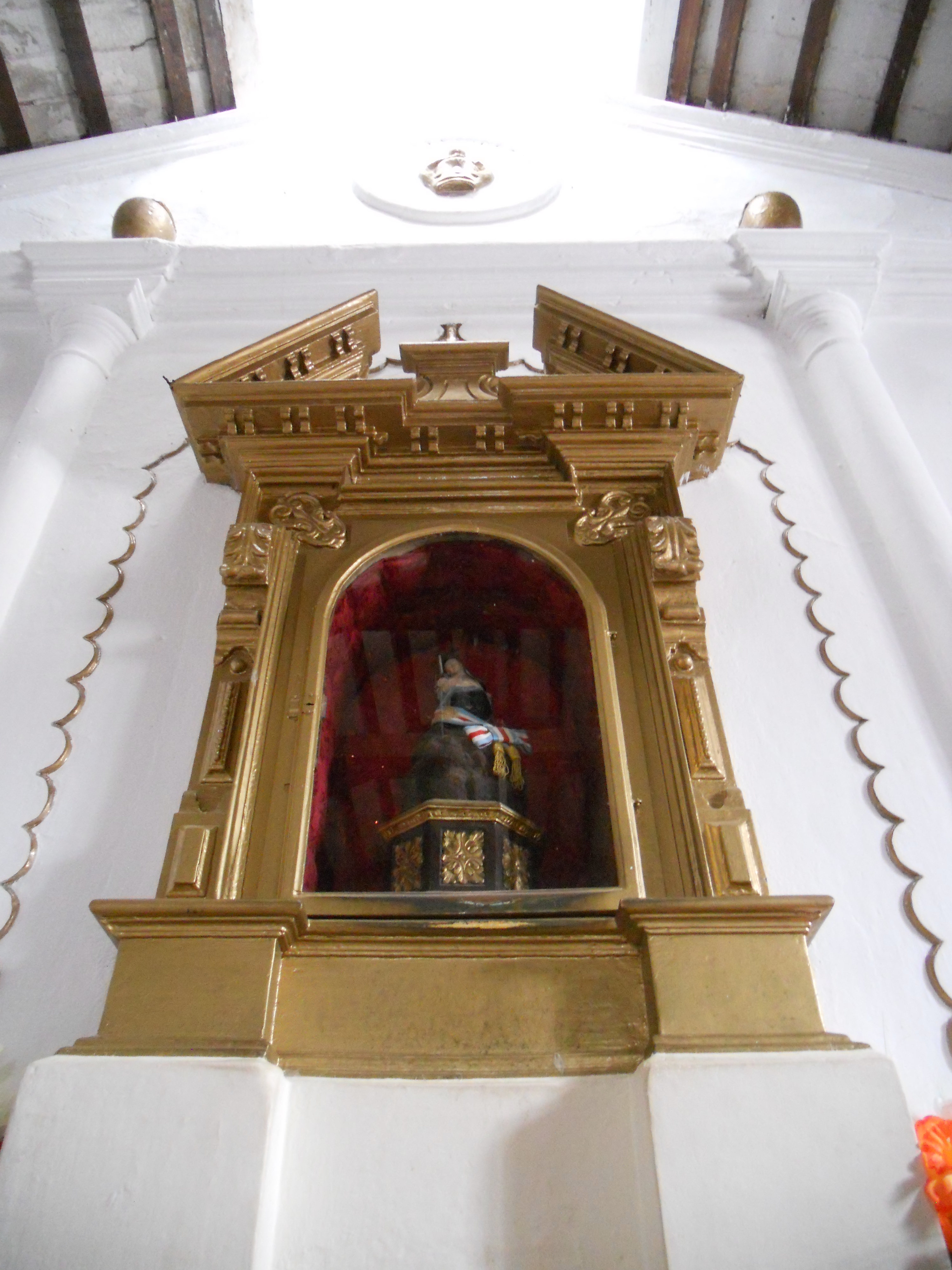
Altar donde se erige Nuestra Señora de Consolación de Sumampa.

Esta es pequeña, de 25 cm de alto, de arcilla cocida y policromada (túnica roja, manto azul, toca blanca), obra de imaginería popular, característica del siglo XVII. Esta figuración está sentada (sedente) y lleva un Niño Jesús dormido en su regazo y rodillas. Este conjunto descansa sobre dos bases de madera de Quebracho colorado santiagueño agregada en 1934.

#### Títulos y honores otorgados a la Virgen
- Patrona de los transportistas (por haber recorrido un largo camino desde Brasil hasta Sumampa en diferentes medios de transporte, barco, carreta, lomo de mula, etc.) - 1983.
- Patrona del Pueblo de la Provincia de Santiago del Estero - 1984.
- Patrona de la Cultura de Santiago del Estero - 1995.
- Patrona de los estancieros (un estanciero de apellido Farias de Saa la trajo del Brasil).
- Patrona de la lluvia.
- Madre de los humildes y desamparados.
- Guardiana del Honor y la Dignidad Argentina.
- Patrona de las escuelas y la policía.

## Villa Quebrachos

### Cúspide y ocaso de una aldea

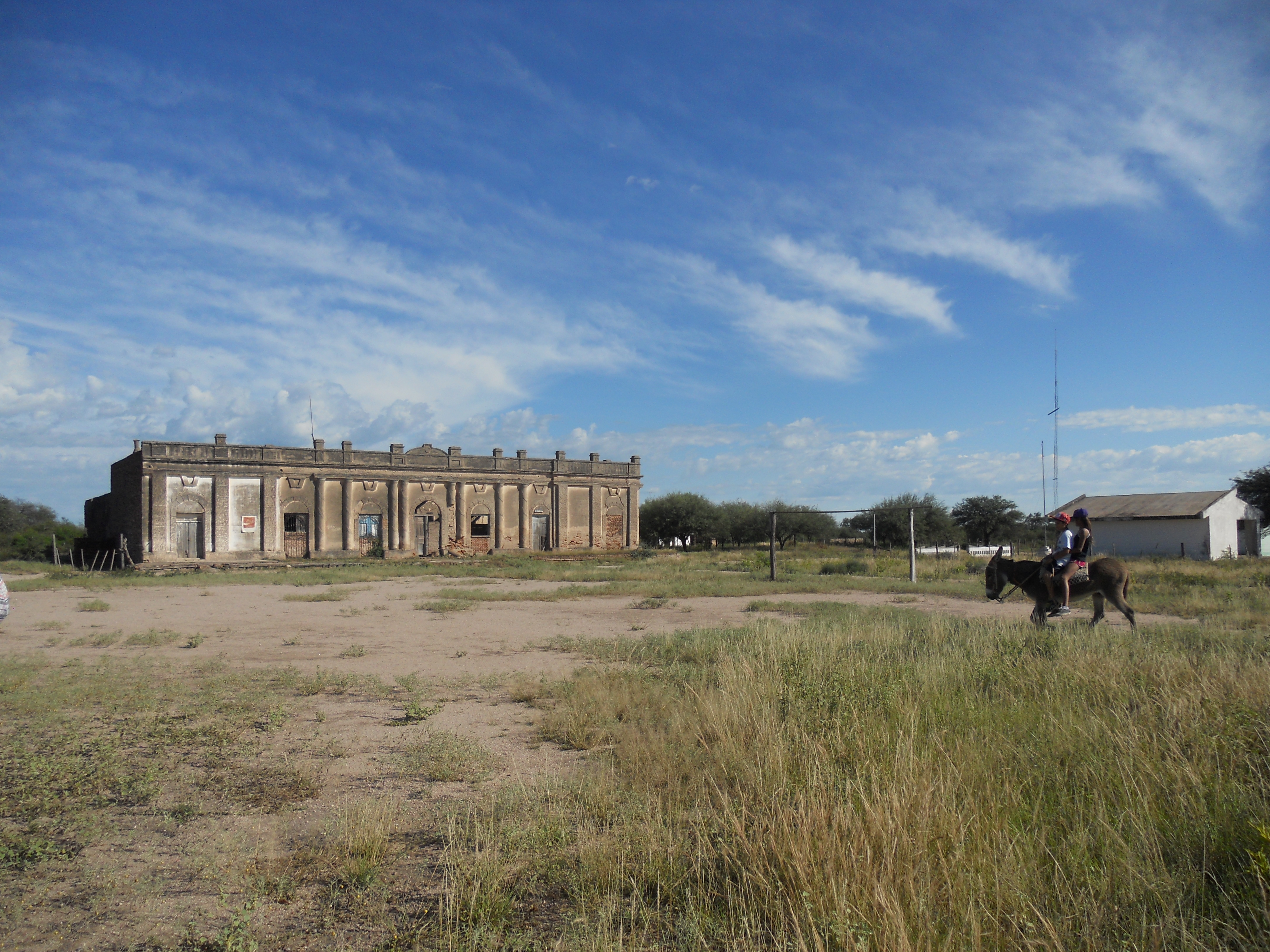
Villa Quebrachos con el busto instalado en la plaza de la Villa

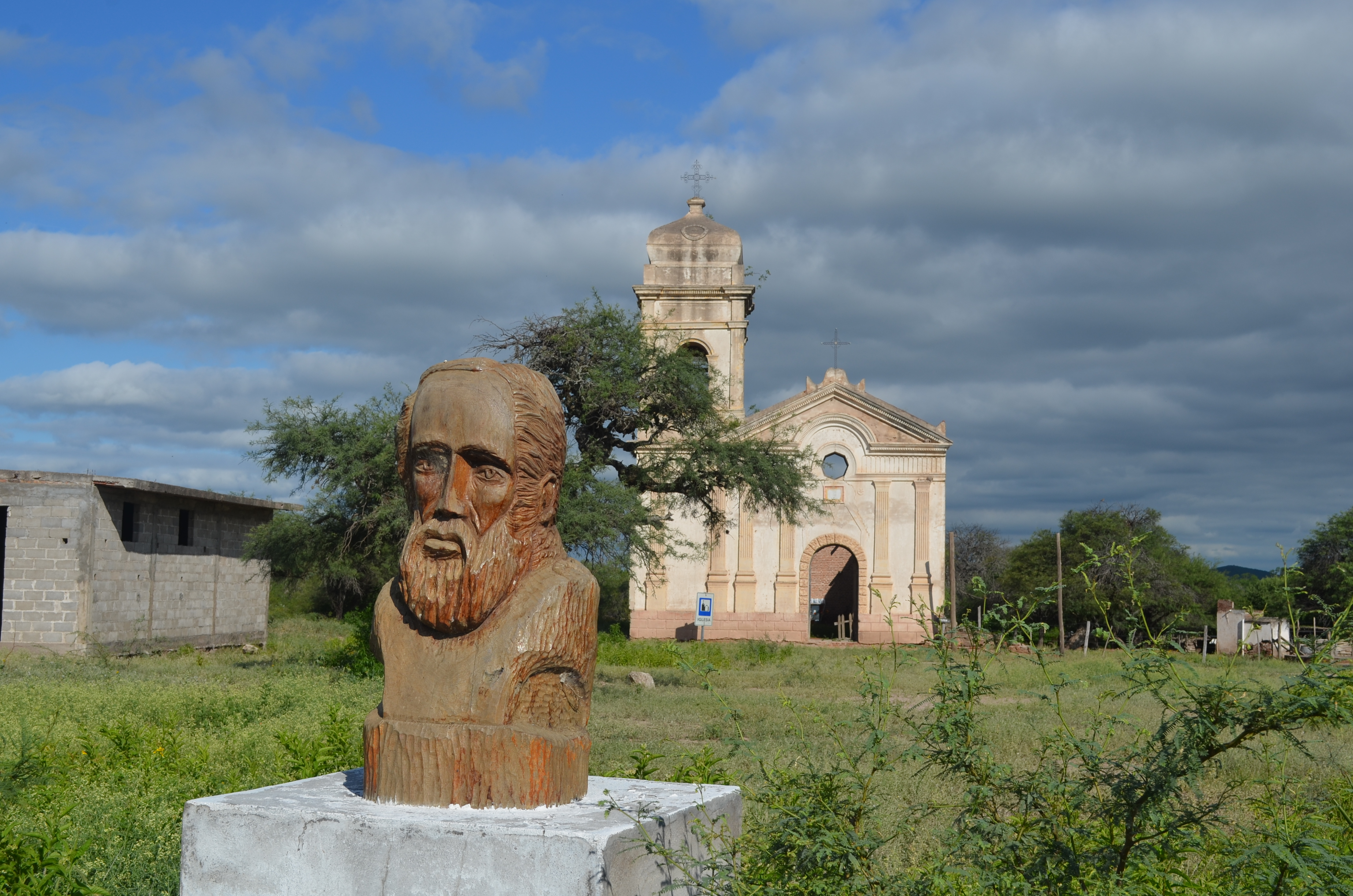
Ruinas de la Iglesia de Villa Quebrachos.

Quebrachos fue la cabecera del Departamento hasta 1911, cuando paulatinamente comenzó a perder habitantes por el inminente paso del Ferrocarril Central Argentino, quedando hoy tan solo un puñado de familias dispersas en la zona cercana al pueblo.
La iglesia data de 1894, de una arquitectura poco común en las iglesias de la Provincia. El estado actual de esta edificación está abandonado, habiendo cedido su techo, aberturas y varias paredes de toda la edificación. Hoy en Villa Quebrachos quedan ruinas de lo que fue una imponente iglesia que cumplía con una doble función, de valor religioso y de mangrullo para divisar posibles ataques de malones indígenas.
Otra de las construcciones imponentes en esta localidad, se encuentra justo en frente de la iglesia, y es la residencia y comandancia del Coronel Fernández. Este edificio además de albergar a las autoridades públicas, brindaba los servicios públicos a la población. Convirtiendo así a este pueblo en un verdadero centro cívico del departamento. Según los testimonios de los antiguos pobladores, la vida allí era muy apacible, durante la semana los pobladores vendían allí sus productos, las damas salían a caminar luego de la misa mientras los feriantes les ofrecían sus productos como el patay, arrope, quesillos, etc. Hoy al llegar a la Villa es imposible no imaginar cómo era la vida por aquellos tiempos.

### El Coronel Fernández, fundador de la Villa
El Coronel Juan Manuel Fernández fue un militar santiagueño que para situarlo históricamente su actividad estuvo centrada en la conquista y re afianzamiento territorial por los años de 1870 a 1890.
Nació el 16 de mayo de 1811 en la localidad de San Antonio, Curato de Sumampa. Hijo de Manuel Fernández y Petrona Cuenca, ambos afincados en Sumampa.
En su plena juventud se alistó a las fuerzas del general José María Paz, combatiendo a su lado en las batallas de La Tablada y en sus campañas de 1829 y 1830. Por 1849 ya era Capitán.
Su experiencia en guerrear contra los aborígenes Abipones y Mocovíes en el Chaco, ganando territorio en Santiago del Estero, lo llevó a ser nombrado 2.º Jefe de Frontera en el Fuerte de Abipones ubicado en Quebrachos. Para luego ser nombrado por 1851, Comandante del Departamento Quebrachos. Junto a sus soldados, recorrían el departamento en toda su extensión. Durante 1865, debió presidir varios fortines ubicados en el sur de Quebrachos, como el Fortín La Cañada, el Fortín La Viuda entre otros.